# Ludolf Schley
Ludolf Gottfried Schley, född den 5 januari 1798 i Lübeck, död den 4 juni 1859 , var en tysk författare.
Schley kom tidigt till Sverige, där han utbildades till köpman och på resor lärde känna land och folk. År 1825 utgav Schley en samling översättningar från Atterbom, Fahlcrantz, Erik Gustaf Geijer, Tegnér med flera, Schwedische Dichtungen, som 1826 följdes av en tolkning av Frithiofs saga. 
Schley flyttade samma år till Libau, där han upprättade en egen handelsfirma och 1845 blev svensk-norsk konsul. Alltjämt sysselsatt med litteratur, utgav han där Dichtungen (3 band, 1832-34), i vilka ingår en bearbetning av Tegnérs Axel jämte formellt framstående egna dikter.